# Markus Babbel
Markus Babbel, nemški nogometaš in trener * 8. september 1972, München, Zahodna Nemčija.
Bil je bil trener VfB Stuttgarta, Herthe in leta 2012 Hoffenheima.
Za nemško nogometno reprezentanco je odigral 51 tekem in dosegel en gol.